# Comporta

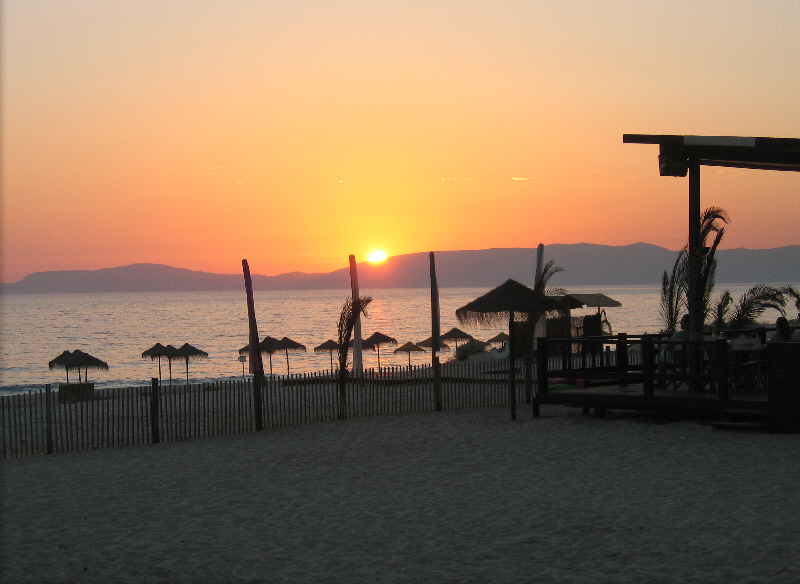
Der Strand von Comporta mit Blick auf die Serra da Arrábida

Comporta ist eine portugiesische Gemeinde die zum Kreis Alcácer do Sal gehört, mit einer Fläche von 150,5 km² und 1094 Einwohnern (Stand 19. April 2021). Dies ergibt eine Bevölkerungsdichte von 7,3 Einwohnern/km².
Der Ort liegt direkt an einem Nebenarm des Sado und verfügt über einen zwei Kilometer entfernt liegenden Atlantikstrand. Die Bevölkerung von Comporta lebt von Tourismus, der sich in den letzten Jahren stark entwickelt hat, und der Landwirtschaft. In der Gegend wird extensiver Reisanbau in den Feuchtgebieten des Sado betrieben. Es gibt auch einige Salinen zur Meersalzgewinnung.

## Naturgebiete
Comporta grenzt einerseits an die Halbinsel Tróia und andererseits an den Naturpark des Sado, die Reserva Natural do Estuário do Sado, ein Gebiet von 23.160 Hektar von Feuchtgebieten im Flussdelta. Hier wird traditionell Reisanbau, Fischerei und Salzgewinnung betrieben. Bekannt wurde das Naturreservat durch das Vorkommen von Süßwasserdelfinen, welche im Sadodelta leben. Neben großen Mengen an Störchen, die die Ufer des Naturreservats und die Reisfelder nach Fröschen absuchen gibt es ca. 100 seltene und geschützte Vogelarten. Der nahe liegende Strand gilt als eine Attraktion und man hat eine wunderbare Sicht auf die Küste von Setúbal und die Serra da Arrábida.

## Geschichte
Die ersten belegbaren Bewohner der Gegend um Carvalhal und Comporta waren Kelten in der Epoche der Eisenzeit. Sie hatten entlang des Rio Sado Siedlungen gegründet und Spuren ihrer Kult- und Grabstätten reichen bis ins Hinterland. Auch das römische Reich hinterließ in der Gegend seine Spuren. Hier ist insbesondere der Seehafen und Fischverarbeitungsort von auf der Halbinsel Tróia gegenüber von Cetóbriga zu nennen. Nach der christlichen Eroberung im 12. Jahrhundert fielen die Ländereien links des Sado an das Adelshaus der Infantados. Erst im Jahre 1836 in der Folge der liberalen Revolution in Portugal wurde das Gebiet frei verkauft und die Ländereien gingen teilweise in den Privatbesitz der größten Bankiersfamilie Portugals, Espírito Santo, (siehe Herdade de Comporta).

## Tourismus
Seit den neunziger Jahren entwickelt sich in der Gegend von Comporta und Carvalhal ein lebhafter Tourismus. Nachdem die Ferienprojekte auf der nahe gelegenen Halbinsel Tróia fertig gestellt wurden, verlagert sich nun die Bautätigkeit in die Sanddünen und den Pinienwald dieser Gegend. Der Verkauf von zwei großen Grundstücken der Herdade de Comporta, wurde im Jahre 2018 abgeschlossen. Die aktuellen Projekte (ADT2 und ADT3) beziehen sich auf 365 und 551 Hektar, wofür die Landkreise von Alcácer do Sal und Grândola bereits Entwicklungspläne vorgelegt haben. Diese Pläne umfassen Zonen für Luxushotels, Feriendörfer/Apartments und Golfplätze mit der maximalen Anzahl von 11.911 Betten.   
Die Projekte werden große Teile der bisher intakten Dünenlandschaft und des Pinienwaldes, der diese Dünen sichern soll, zerstören. Die Folgen sind daher unabsehbar für das Küstengebiet um Comporta. Der durch Golfplatz und Pools absehbar steigende Trinkwasserverbrauch wird den in diesem Gebiet bereits niedrigen Grundwasserspiegel weiter senken.

## Sport
Im Juli 2011 fanden in Comporta die Europameisterschaften der Nachwuchsspringreiter statt.